# 米歇爾·勞高
米歇爾·安圖內斯·勞高（Michel Antunes Lugo，1987年6月9日－），生於巴西南里奧格蘭德州，巴西足球運動員，司職右中場，現時自由身。

## 球員生涯
勞高生於巴西南里奧格蘭德州，於2011年7月加盟葡萄牙超級聯賽球會費利拿，到兩個球季後返回巴西聯賽，到2013年9月來港加盟當時仍在甲組角逐的球會晨曦，並在9月3日以2–6不敵傑志的聯賽中，首度為晨曦登場，即於44分鐘取得加盟後的首個入球。 
到2014年6月，由於晨曦於季尾決定不會參加來季的港超聯，使勞高選擇離隊轉會港超聯球會東方龍獅，並在11月22日以3–0擊敗元朗的聯賽，取得加盟後的首個入球，隨後勞高更於2015年12月5日對香港飛馬的聯賽盃分組賽，在開賽12分鐘離門40多碼未過半場笠射，皮球中楣彈入網，結果協助東方以2–0勝出，而勞高於球季完結後的香港足球明星選舉首度當選最佳十一人，
勞高於2018年1月9日首度入選東方出戰亞冠盃外圍賽及附加賽的四名註冊外援名單，並在1月23日主場對越南球會清化的亞冠盃外圍賽第二圈，即錄得首個亞洲球會賽入球，結果東方以2–4出局。
2018年夏天，勞高加盟港超聯球隊和富大埔。和富大埔奪得2018–19球季聯賽的冠軍寶座，亦是歷史上球會及區隊首次奪得香港頂級足球聯賽冠軍。

## 家庭生活
2017年1月3日，勞高首度升級做爸爸，太太Aliana誕下女兒。

## 榮譽
東方龍獅
- 香港超級聯賽冠軍（2015–16季度）
- 香港高級組銀牌冠軍（2014–15、2015–16季度）
- 香港社區盃冠軍（2016年）
- 香港高級組銀牌亞軍（2017–18季度）

和富大埔
- 香港超級聯賽冠軍（2018–19季度）

個人
- 香港足球明星選舉 最佳十一人（2015–16季度）

## 外部連結
- 香港足球總會網頁球員註冊資料 （页面存档备份，存于）